# Nématode de la pomme de terre
Ditylenchus destructor
Espèce
Le nématode de la pomme de terre (Ditylenchus destructor) est un nématode parasite des plantes.